# Frederiksberg Rugby Klub
Frederiksberg Rugby Klub er en dansk rugbyklub, der er hjemmehørende på Frederiksberg
Morten Rune Nielsen, der kommer fra Frederiksberg Rugby Klub, er med 64 den spiller, som har deltaget i flest landsholdskampe på herrelandsholdet.